# أندريه شوت
أندريه شوت هو مترجم هولندي، ولد في 12 سبتمبر 1552 في أنتويرب في بلجيكا، وتوفي بنفس المكان في 23 يناير 1629.